# Johannes Clausen (präst)

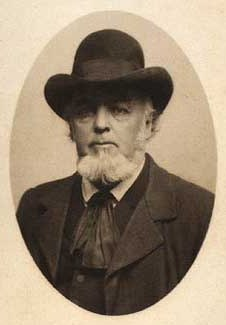
Johannes Clausen.

Johannes Carl Emil Clausen, född den 20 april 1832 i Adslev, död den 21 mars 1908 i Vonsild, var en dansk präst.
Clausen blev 1857 candidatus theologiæ och 1858 kaplan. Han var nära vän till  Vilhelm Beck, var 1861 medstiftare av "Foreningen for indre mission", var medlem av dess styrelse till 1874 och verkade ett par år i missionens tjänst som resepräst. Då Vilhelm Birkedal 1865 blivit avsatt, utnämndes Clausen som hans motståndare till hans efterträdare som kyrkoherde i Ryslinge. Han kom likväl snart i gott förstånd med Birkedal och dennes nya friförsamling, samlade själv en stor församling kring sig och upprättade 1867 en folkhögskola. Utan att överge sin ursprungliga kyrkliga riktning uppträdde Clausen senare i förening med grundtvigianerna, som 1874, då han medverkade vid Cornelius Appels ordination till frikyrkopräst i Nordslesvig, vilket medförde hans avgång från inre missionens styrelse. År 1877 fick han transport från Ryslinge till Nørre-Lyndelse, blev 1884 kyrkoherde i Slagelse och 1895 i Vonsild vid den dåvarande riksgränsen. I en mängd småskrifter uttalade Clausen sig om kyrkliga och andra allmänna frågor samt visade särskilt levande intresse för försvarsfrågan och den nationella striden i Nordslesvig.